# Newman (California)
Newman, fundada en 1908, es una ciudad ubicada en el condado de Stanislaus en el estado estadounidense de California. En el año 2007 tenía una población de 9,951 habitantes y una densidad poblacional de 1,970.3 personas por km².

## Geografía
Newman se encuentra ubicada en las coordenadas 37°18′54″N 121°1′21″O / 37.31500, -121.02250. Según la Oficina del Censo, la ciudad tiene un área total de 3,6 km² (1,4 mi²), de la cual 3,6 km² (1,4 mi²) es tierra y 0 km² (0 mi²) (0%) es agua.

## Demografía
Según la Oficina del Censo en 2000 los ingresos medios por hogar en la localidad eran de $39,460, y los ingresos medios por familia eran $42,523. Los hombres tenían unos ingresos medios de $36,352 frente a los $25,230 para las mujeres. La renta per cápita para la localidad era de $14,781. Alrededor del 13.1% de la población estaban por debajo del umbral de pobreza.